# Gammelstads kommunala realskola
Gammelstads kommunala realskola var en kommunal realskola i Gammelstad verksam från 1950-talet till 1968.

## Historia
Skolan bildades under 1950-talet
Realexamen gavs från åtminstone 1961 till 1968.